# Motionless in White
Motionless in White (ibland skrivet MIW) är ett amerikanskt metalcore-band från Scranton, Pennsylvania. Gruppen bildades 2005 och är känd för sitt mörka och skräckinfluerade tema i texterna och klädseln. Motionless in White har kontrakt med Fearless Records och har släppt två EP och fem fullängdsalbum.

## Medlemmar
Nuvarande medlemmar
- Chris "Motionless" Cerulli – sång (2005–), rytmgitarr (2005–2006)
- Ryan Sitkowski – sologitarr (2008–)
- Ricky "Horror" Olson – rytmgitarr (2011–), bakgrundssång (2009–), basgitarr (2009–2011, 2018–2019)
- Vinny Mauro – trummor (2014–)
- Justin Morrow – basgitarr, bakgrundssång (2019–), turnerande medlem (2018–2019)

Tidigare medlemmar
- Kyle White – basgitarr (2005–2006)
- Mike Costanza – sologitarr (2006–2008)
- Frank Polumbo – basgitarr (2006–2009), sologitarr (2005–2006)
- Thomas "TJ" Bell – basgitarr, bakgrundssång (2018), rytmgitarr, sång (2006–2011)
- Angelo Parente – trummor (2005–2013)
- Brandon "Rage" Richter – trummor (2013–2014)
- Josh Balz – keyboard, bakgrundssång (2006–2017)
- Devin "Ghost" Sola – basgitarr, bakgrundssång (2011–2018)

Bidragande musiker (studio och live)
- Kimber Parrish – basgitarr (2011)
- Pablo Viveros Segura – trummor, bakgrundssång (2012)
- Tom Hane – trummor (2014)
- Marie-Christine Allard – keyboard (2017)

## Diskografi
Album
- 2010 – Creatures
- 2012 – Infamous
- 2014 – Reincarnate
- 2017 – Graveyard Shift
- 2019 – Disguise

EP
- 2007 – The Whorror
- 2008 – When Love Met Destruction